# Petrolej
Petrolej (také kerosin, kerosen) je směs uhlovodíků s devíti až šestnácti uhlíky (C9–C16), která se získává destilací ropy. Podle způsobu využití se dělí na petrolej letecký, petrolej ke svícení a petrolej k technickým účelům a jako rozpouštědlo.

## Název
Slovo je složeninou řeckého základu „petr-“ (kámen, skála) a slova olej, tedy ve významu „skalní olej“. 
Terminologie ropných produktů je velmi nejednotná a stejná slova mají v různých oblastech jiné významy. Kapalina, která se vytěží z ložiska jako surová ropa, se nazývá crude oil. Termín petrolej, používaný ve většině evropských zemí, se v USA, v Kanadě, Austrálii a Indii nazývá kerosen nebo kerosin, ve Velké Británii, v Norsku a v Africe paraffin a ve většině asijských zemí (ale i v USA) lamp oil. Anglicky termín petroleum, zvláště v ropné geologii, znamená ropu (crude oil) a zemní plyn (natural gas) dohromady. Petrol v britské angličtině znamená motorový benzín; ekvivalentní termín v americké angličtině je gasoline nebo lidově gas (což vedle toho znamená i „plyn“). Motorová nafta (palivo) se překládá jako diesel fuel. 

## Vlastnosti
Petrolej je čirá, typicky zapáchající kapalina s malou viskozitou a specifickou hmotností 0,78 až 0,81, s bodem varu mezi 150 a 275 °C, bodem vzplanutí mezi 37 a 65 °C a teplotou samovznícení kolem 220 °C. Výhřevnost 43,1 MJ/kg.

## Chemie
Ropu tvoří směs uhlovodíků, zejména alkanů s obecným vzorcem CnH2n+2, Nejkratší či nejlehčí jsou za pokojové teploty plynné, od pěti do osmi uhlíků (pentan, C5H12 až oktan, C8H18) tvoří benzin, od 9 (C9H20) do 16 uhlíků (C16H34) petrolej a ještě delší či těžší tvoří těžké oleje a asfalty. Dalšími složkami jsou například cykloalkany a aromatické uhlovodíky s odlišnými strukturálními vzorci.

## Výroba

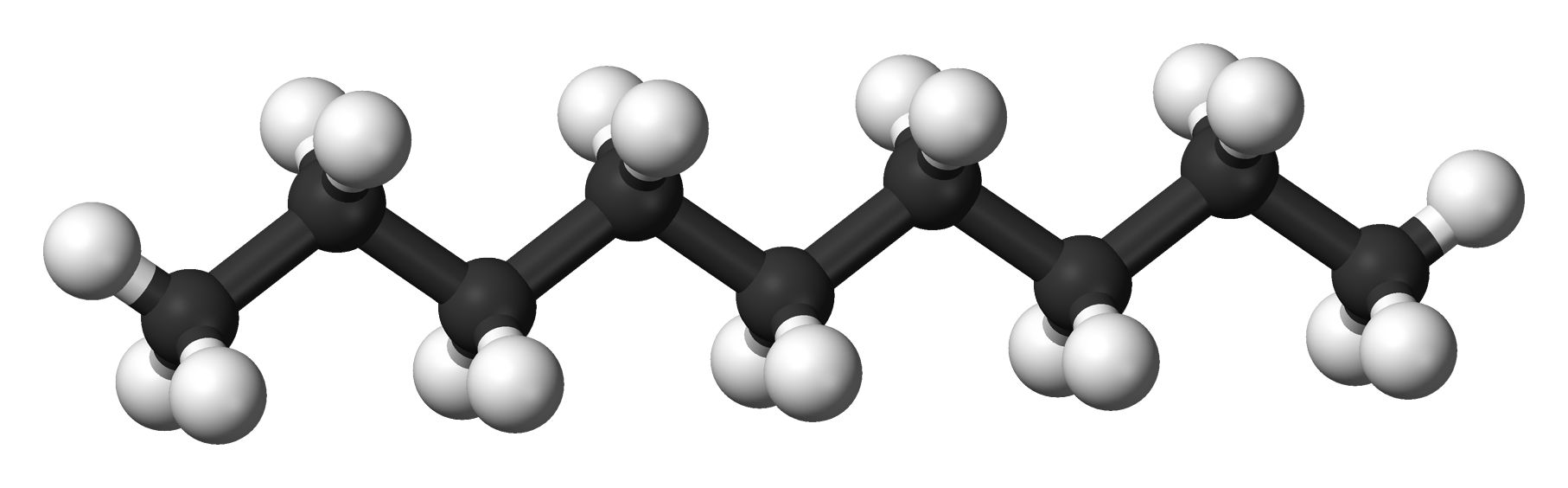
Model molekuly uhlovodíku nonanu: černé kuličky představují uhlíky, bílé vodíky

Petrolej je produkt získaný frakční destilací ropy, s teplotou varu 150 až 275 °C (uhlíkové řetězce od C9 do C16). Možnost získat petrolej destilací uhlí nebo ropných břidlic znali už perští a čínští alchymisté, ale s výrobou petroleje začal roku 1846 v Kanadě Abraham Gesner, který si dal také patentovat název „kerosene“. První průmyslovou rafinerii postavil roku 1859 polský lékárník Ignacy Łukasiewicz, který také zdokonalil petrolejovou lampu. V tomtéž roce byla objevena ložiska ropy v Kanadě a v USA (západní Pensylvánie), petrolejové lampy se začaly šířit a spotřeba petroleje rychle rostla, až kolem roku 1900 úplně nahradila dřívější svícení velrybím tukem.

## Použití
V současnosti je nejvíce používán jako palivo v letadlech s tryskovým pohonem, nejčastěji v souladu se specifikací s označením JET A-1. Druh petroleje známý jako RP-1 spalovaný s kapalným kyslíkem se používá jako raketové palivo.
Je stále používán v petrolejových lampách. Dále je používán jako palivo do přenosných vařičů. Existují také přenosná kamínka na petrolej používaná při kempování nebo také jako nouzový zdroj tepla při výpadku napájení z elektrorozvodné sítě. Pevná kamna na petrolej jsou oblíbená hlavně v Japonsku, jelikož zde není rozšířené ústřední vytápění. Použití nalézá také jako rozpouštědlo.
Byl také použit roku 1905 v New Orleans pro úpravu velkých ploch stojaté vody k prevenci rozmnožování komárů přenášejících žlutou zimnici.
Při artistické produkci („tanec s ohněm“) se používá také petrolej, avšak smí se používat jen venku, jelikož vznikají spaliny, které mohou být ve větší koncentraci nebezpečné. Může být použit také na odstranění vší z vlasů, to je ale bolestivé a nebezpečné.
Pod hladinou petroleje se uchovávají alkalické kovy, např. sodík nebo draslík.

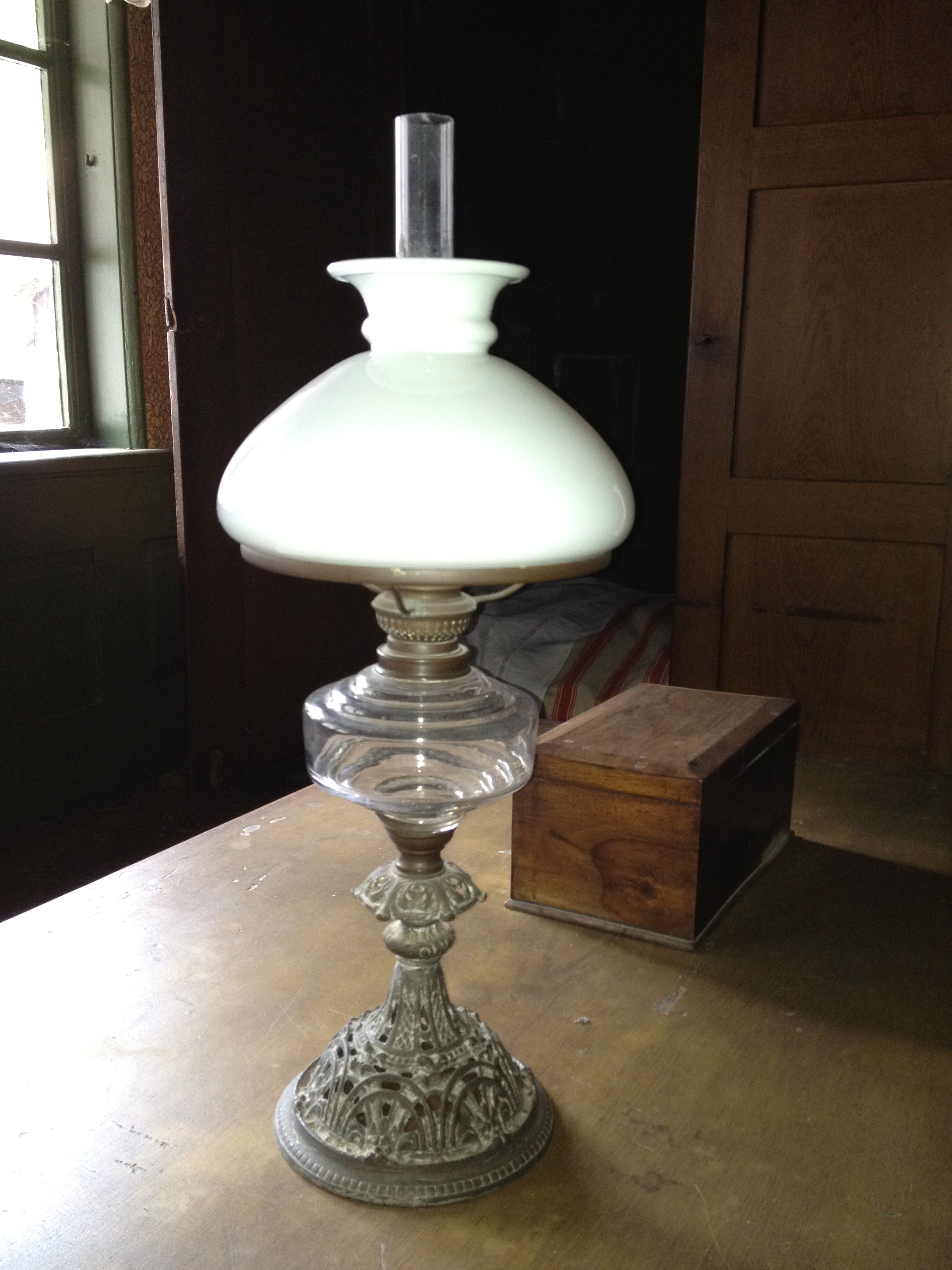
Petrolejová lampa (kolem 1900)
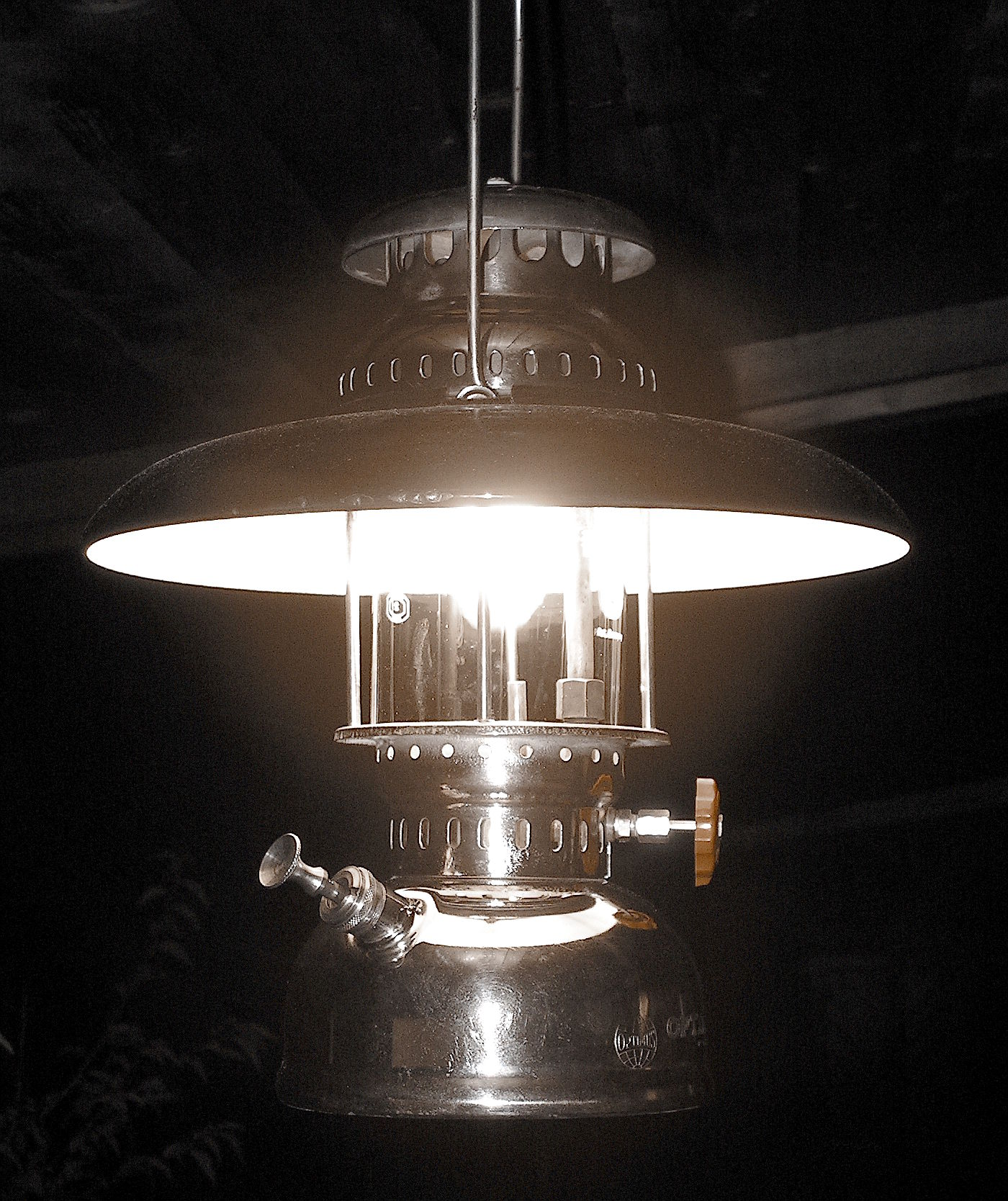
Petrolejová lampa s punčoškou (kolem 1940)
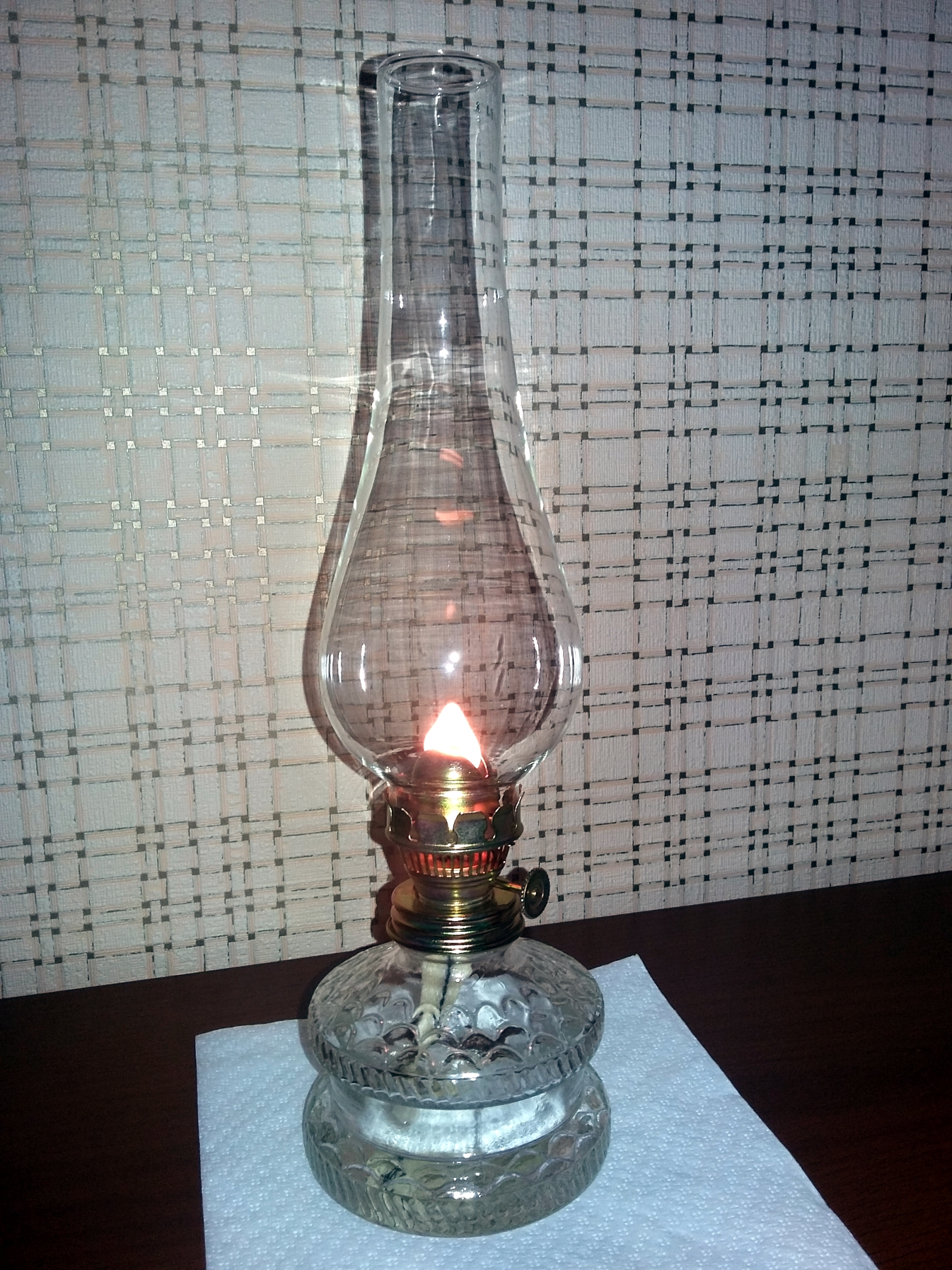
Petrolejová lampa (kolem 1960)

## V umění
- Petrolejové lampy
- Petrolejový princ